# 후키촌 (와카야마현)
후키촌(富貴村)은 와카야마현 이토군에 설치되었던 촌이다. 현재의 고야정 동단에 해당한다.

## 역사
- 1889년 4월 1일 - 정촌제 시행에 의해 5촌의 구역을 가지고 성립하였다.
- 1955년 6월 1일 - 고야정에 편입해, 동일 후키촌은 폐지되었다.

## 참고문헌
- 角川日本地名大辞典 30 和歌山県